# Stadium Municipal de Toulouse
O Stadium Municipal de Toulouse é um estádio localizado na cidade de Toulouse, na região do Midi-Pyrénées, da França. É a casa do time de futebol Toulouse Football Club e tem capacidade para 33.150 espectadores.

## História
Inaugurado em 1937 como Stade Chapou, foi utilizado na Copa do Mundo de 1938, passou por amplas reformas em 1949 e em 1997 para receber a Copa do Mundo de 1998. Foi ainda uma das sedes da Copa do Mundo de Rugby de 2007.